# Notre-Dame-de-l’Assomption (Ameugny)

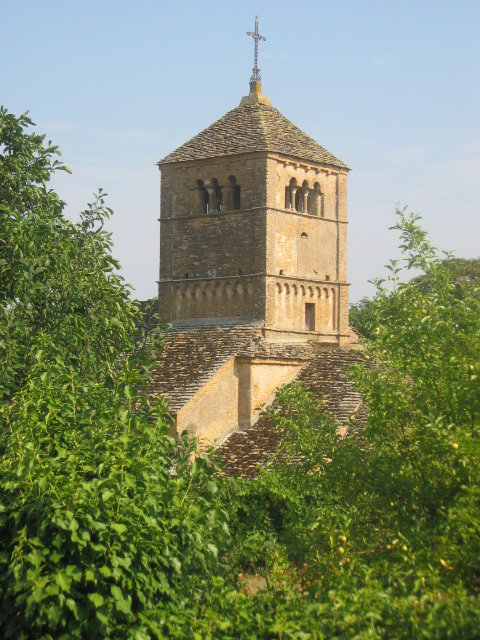
Kirche von Ameugny

Die Kirche Notre-Dame-de-l’Assomption (Maria Himmelfahrt) ist eine romanische Pfarrkirche in der Gemeinde Ameugny im Département Saône-et-Loire in der Region Burgund (Frankreich), die im 12. Jahrhundert errichtet wurde. Notre-Dame d’Ameugny ist seit dem 22. Oktober 1913 in die Liste der Baudenkmäler (Monument historique) aufgenommen.
Die Kirche von Ameugny, der Muttergottes Maria geweiht, wurde 1050 erstmals in einer Urkunde genannt. Sie besteht aus Kalksteinquadern und wirkt sehr massig. Die Saalkirche mit drei Jochen und einem Spitztonnengewölbe wird außen durch Strebepfeiler verstärkt. Der halbrunde Chor stammt aus dem Ende des 11. Jahrhunderts.
Im 15. Jahrhundert wurden größere Umbauten vorgenommen und ein Maßwerkfenster eingebaut und Kapellen hinzugefügt. Der quadratische Glockenturm besitzt auf allen Seiten Rundbogenfenster und wird durch Blendarkaden geschmückt.
Bei den Renovierungsarbeiten im Jahr 1987 wurden die bereits 1981 entdeckten Wandmalereien aus dem 16. Jahrhundert restauriert.